# سقوط یک فرشته
سقوط یک فرشته یک مجموعهٔ تلویزیونی ایرانی به کارگردانی بهرام بهرامیان و حمید بهرامیان است. این مجموعه از رمضان سال ۱۳۹۰ از شبکه یک پخش شد. در این مجموعه مسعود رایگان، فریبا کوثری، مهرداد صدیقیان، خاطره اسدی، هدی زین العابدین، علی سلیمانی و شبنم مقدمی ایفای نقش می‌کنند.
سقوط یک فرشته یادآوری از مجموعهٔ تلویزیونی او یک فرشته بود (۱۳۸۴) است. این مجموعه با استقبال مخاطبان روبه‌رو شد، اما از سوی منتقدان و کارشناسان مذهبی مورد نقد قرار گرفت.

## خلاصه داستان
موضوع داستان در رابطه با پیرمردی با ایمان به نام حاج حبیب است که دختری به نام سارا دارد. حاج حبیب با همسر دوست قدیمیش که سال‌ها پیش از دنیا رفته یعنی ریحانه ازدواج می‌کند. ریحانه نیز دختری همسن و سال سارا به نام فاطمه دارد و…

## بازیگران و شخصیت‌ها
| بازیگر            | نقش             |
| ----------------- | --------------- |
| مسعود رایگان      | حاج حبیب تهرانی |
| فریبا کوثری       | ریحانه          |
| مهرداد صدیقیان    | نیما            |
| خاطره اسدی        | سارا            |
| هدی زین العابدین  | فاطمه           |
| علی سلیمانی       | یاور            |
| شبنم مقدمی        |                 |
| فرخ نعمتی         | سید             |
| داریوش کاردان     |                 |
| حسن خوانساری      |                 |
| آهو فرشچی         |                 |
| محمدرضا علیمردانی |                 |